# توني دانيال
توني دانيال (بالإنجليزية: Tony Daniel)‏ (25 نوفمبر 1963 في الولايات المتحدة)؛ روائي أمريكي.